# リンダ・マリア・バロス
リンダ・マリア・バロス （Linda Maria Baros、1981年8月6日）は、フランスの詩人、評論家、翻訳家。現在、パリ在住。

## 生涯
1981年、リンダ・マリア・バロス、ルーマニア生まれ、フランス語教育を受けて育った。2000年、パリに留学し - パリソルボンヌ大学（パリIV）。
2007年、ギヨーム・アポリネール賞。2011年、比較文学PhD、パリソルボンヌ大学。

## 作品

### 詩
- L'Autoroute A4 et autres poèmes,フランス (2009)
- La Maison en lames de rasoir,フランス (2006) - ギヨーム・アポリネール賞
- Le Livre de signes et d'ombres,フランス (2004)
- Le poème à tête de sanglier, ブクレシュティ、ルーマニア (2003)
- Il est loin le soleil couchant, arrache-lui le ruban !, ブクレシュティ、ルーマニア (2001)

### 評論
- Passer en carène (2005)
- Les Recrues de la damnation, (2005)